# Karahüseyinli, Manisa
Karahüseyinli là một xã thuộc huyện Manisa, tỉnh Manisa, Thổ Nhĩ Kỳ. Dân số thời điểm năm 2011 là 35 người.